# ITF Womens Tennis Club de Tunis 2014
L'ITF Womens Tennis Club de Tunis 2014 è stato un torneo di tennis facente parte della categoria ITF Women's Circuit nell'ambito dell'ITF Women's Circuit 2014. Il torneo si è giocato a Tunisi in Tunisia dal 5 all'11 maggio 2014 su campi in terra rossa e aveva un montepremi di $25,000.

## Vincitrici

### Singolare
Ons Jabeur ha battuto in finale  Valerija Savinych con il punteggio di 6–3, 7–6(7–4)

### Doppio
Andrea Gámiz /  Valerija Savinych hanno battuto in finale  Beatriz García Vidagany /  Marina Mel'nikova con il punteggio di 6–4, 6–1